# Vijñāna
Vijñāna (tiếng Phạn) hay viññāṇa (tiếng Pali) thường được dịch là thức, tiềm thức, lực cuộc sống, tâm trí hoặc khả năng phán đoán tốt.

## Phật giáo
Trong Phật giáo, 4 bộ kinh đầu trong tạng kinh Pali, viññāṇa là một trong 3 thuật ngữ chồng chéo trong tiếng Pali được dùng để chỉ tâm trí, những thuật ngữ khác là ý (manas) và tâm (citta). Nói chung, mỗi thuật ngữ được dùng với ý nghĩa tổng quát cho "tâm trí", nhưng cả 3 từ đôi khi được dùng theo thứ tự để chỉ một cách tổng thể cho những quá trình trong tâm trí của một người. Tuy nhiên, các cách sử dụng chính của chúng là khác biệt.